# Saint-Aubin-du-Thenney
Saint-Aubin-du-Thenney là một xã của tỉnh Eure, thuộc vùng Normandie, miền bắc nước Pháp.